# Cis kanadyjski
Cis kanadyjski (Taxus canadensis Marshall) – gatunek drzewa iglastego należący do rodziny cisowatych. Występuje na wschodnim wybrzeżu Ameryki Północnej, od Nowej Fundlandii po Wirginię.

## Morfologia
Pokrój
Niewielkie drzewo lub duży krzew, często nieprzekraczający 2 metrów wysokości. Korona wybujała, rozgałęziona.
Pień
Kora czerwonawa, bardzo cienka, lekko się łuszczy i odpada.
Liście
Igły zaostrzone, posiadające mniej substancji trujących od innych gatunków. Z wierzchu ciemnozielone, pod spodem zdecydowanie jaśniejsze. Do 2,5 cm długości.
Kwiaty
Jedyny gatunek jednopienny cisa. Kwiaty męskie i żeńskie pojawiają się na tym samym drzewie.
Nasiona
Jajowate, kanciaste, otoczone czerwoną osnówką. Dojrzewają późnym latem lub jesienią.

## Biologia i ekologia
Występuje na terenach od 0-1500 m n.p.m. Zasiedla lasy iglaste lub mieszane, torfowiska, bagna, wąwozy, ale nierzadko porasta również górskie zbocza.